# Uvularieae
Uvularieae es una tribu de plantas con flores perteneciente a la familia Colchicaceae.
Incluye dos géneros, Disporum y Uvularia, con hojas dísticas y el fruto una baya o una cápsula loculicida. Se distribuyen en América del Norte, este de Asia y oeste de Malasia. El número cromosómico básico es x=6 a x=9.) 